# Athanasius Rethna Swamy Swamiadian
Athanasius Rethna Swamy Swamiadian (* 10. Februar 1961 in Parampukkarai, Tamil Nadu, Indien) ist ein indischer Geistlicher und römisch-katholischer Bischof von Ahmedabad.

## Leben
Athanasius Rethna Swamy Swamiadian studierte am Priesterseminar St. Charles in Nagpur und empfing am 29. März 1989 durch Bischof Charles Gomes SJ das Sakrament der Priesterweihe für das Bistum Ahmedabad.
Nach einer kurzen Kaplanszeit in Sanand war er Rektor des Knabenseminars in Ahmedabad und Leiter einer High School in Chavdapura. Von 1994 bis 1998 studierte er in Rom an der Päpstlichen Universität Gregoriana, wo er das Lizenziat in klinischer Psychologie erwarb. Nach der Rückkehr war er zunächst Rektor des interdiözesanen Priesterseminars in Ahmedabad und ab 2002 Rektor des dortigen Knabenseminars. Seit 2012 war er Rektor des interdiözesanen Seminars von Vianney Vihar und Dozent am Regionalseminar Gujarat Vidya Deep in Baroda, wo er bereits seit 2002 Spiritual war. Außerdem war er Mitglied des Priesterrates und des Konsultorenkollegiums des Bistums Ahmedabad.
Am 29. Januar 2018 ernannte ihn Papst Franziskus zum Bischof von Ahmedabad. Sein Amtsvorgänger Thomas Ignatius MacWan, Erzbischof von Gandhinagar, spendete ihm am 14. April desselben Jahres die Bischofsweihe. Mitkonsekratoren waren dessen Vorgänger in Gandhinagar, Erzbischof Stanislaus Fernandes SJ, und der Bischof von Vasai, Erzbischof Felix Anthony Machado.